# Lins (öga)
Denna artikel handlar om linsen i ögat. Se lins för linser i allmänhet.

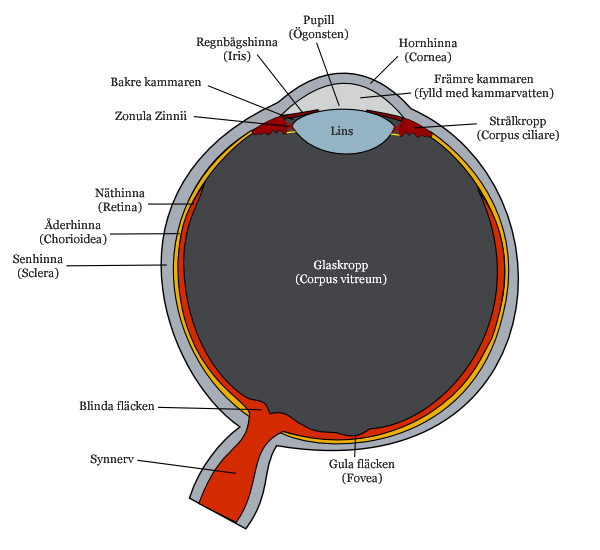
Schematisk bild av ögat där linsen är det blå området.

En lins är en genomskinlig, bikonvex kropp i ögat, som bryter ljus på samma sätt som en tillverkad lins.
Linsen är elastisk och dess form kan påverkas av muskler i ögat, för att justera skärpedjupet.
Linsen saknar nerver och blodkärl och får sin näring från kammarvattnet. Linsen är upphängd i tunna trådar som fäster vid strålkroppen. Den ringformiga ciliarmuskeln i strålkroppen (ciliarkroppen) spänns, så att linsens upphängningstrådar blir slappa, och den elastiska linsen får en rundare form och därmed starkare ljusbrytande ytor. Denna förmåga att förändra brytkraften i ögats lins kallas ackommodation. Förmågan att ackommodera avtar med åldern, när linsen förlorar sin elasticitet. Detta leder till att man behöver läsglasögon för att se på nära håll. Med stigande ålder grumlas linsen vilket kan resultera i grå starr.